# Margaret Woodbridge
Margaret Darling Woodbridge (Detroit, 6 gennaio 1902 – Brooklyn, 23 febbraio 1995) è stata una nuotatrice statunitense.

## Palmarès

### Olimpiadi
- Oro a Anversa 1920 nella staffetta 4x100 metri stile libero.
- Argento a Anversa 1920 nei 300 metri stile libero.